# Skvrňany
Skvrňany – część ustawowego miasta Pilzna, położona w jego zachodniej części. Leży na terenie gminy katastralnej Pilzno 3.